# Готфрид фон Йотинген-Йотинген
Готфрид фон Йотинген-Йотинген (на немски: Gottfried zu Oettingen-Oettingen; * 8 юни или 19 юни 1554 в Битигхайм; † 7 септември 1622 в Йотинген) е граф на Йотинген-Йотинген в Швабия, Бавария.
Той е син на граф Лудвиг XVI фон Йотинген (1508 – 1569) и първата му съпруга Маргарета фон Пфалц-Люцелщайн (1523 – 1560), извънбрачна дъщеря на курфюрст Лудвиг V фон Пфалц (1478 – 1544) и Маргарета фон Лайен († 1547).
Готфрид фон Йотинген умира на 7 септември 1622 г. в Йотинген на 68 години и е погренбан в дворцовата църква „Св. Михаил“ в Харбург.

## Фамилия
Готфрид фон Йотинген се жени на 30 януари 1575 г. в Йотинген за графиня Йохана фон Хоенлое-Валденбург-Лангенбург (* 25 юни 1557; † 14 декември 1585), дъщеря на граф Еберхард фон Хоенлое-Валденбург (1535 – 1570) и Агата фон Тюбинген (1533 – 1609). Тя умира на 28 години. Те имат четири деца:

- Юлиана (*/† 23 февруари 1576)
- Лудвиг Еберхард (9 юли 1577 – 4 юли 1634), граф на Йотинген-Йотинген, женен на 17 май 1598 г. в Йотинген за графиня Маргарета фон Ербах (17 май 1576 – 5 юни 1635)
- Йохана Хенриета (28 август 1578 – 18 март 1619), омъжена на 18 септември 1597 г. в Хайденхайм за граф Фридрих Магнус фон Ербах-Фюрстенау (18 април 1575 – 26 август 1618)
- Готфрид (29 май 1582 – 23 август 1596 в Тюбинген)

Готфрид фон Йотинген се жени втори път на 7 ноември 1591 г. в Йотинген за пфалцграфиня Барбара фон Пфалц-Цвайбрюкен-Нойбург (* 27 юли 1559; † 5 март 1618), дъщеря на пфалцграф Волфганг фон Цвайбрюкен (1526 – 1569) и Анна фон Хесен (1529 – 1591). Като зестра Барбара получава 14 000 гулдена. Графиня Барбара фон Йотинген се занимава интензивно с алхимия. Те имат една дещеря, която умира в годината на нейното раждане:
- Якобина (*/† 1594)